# Ketovskij rajon
Il Ketovskij rajon (in russo Кетовский район?) è un rajon dell'Oblast' di Kurgan, nel Bassopiano della Siberia occidentale.